# 万年山
万年山（はねやま）は、大分県日田市、玖珠郡玖珠町、九重町にまたがり、耶馬日田英彦山国定公園に含まれる標高1,140.3mの山である。

## 概要
下万年と上万年に分かれる珍しい2段メサ（卓状台地）であり、九州百名山の一つとされるとともに、2007年には「玖珠二重メサ」として日本の地質百選に選定されている。メサが侵食されてできたビュートと呼ばれる地形の典型例である伐株山（標高685.5m）とともに玖珠町のシンボル的な存在である。

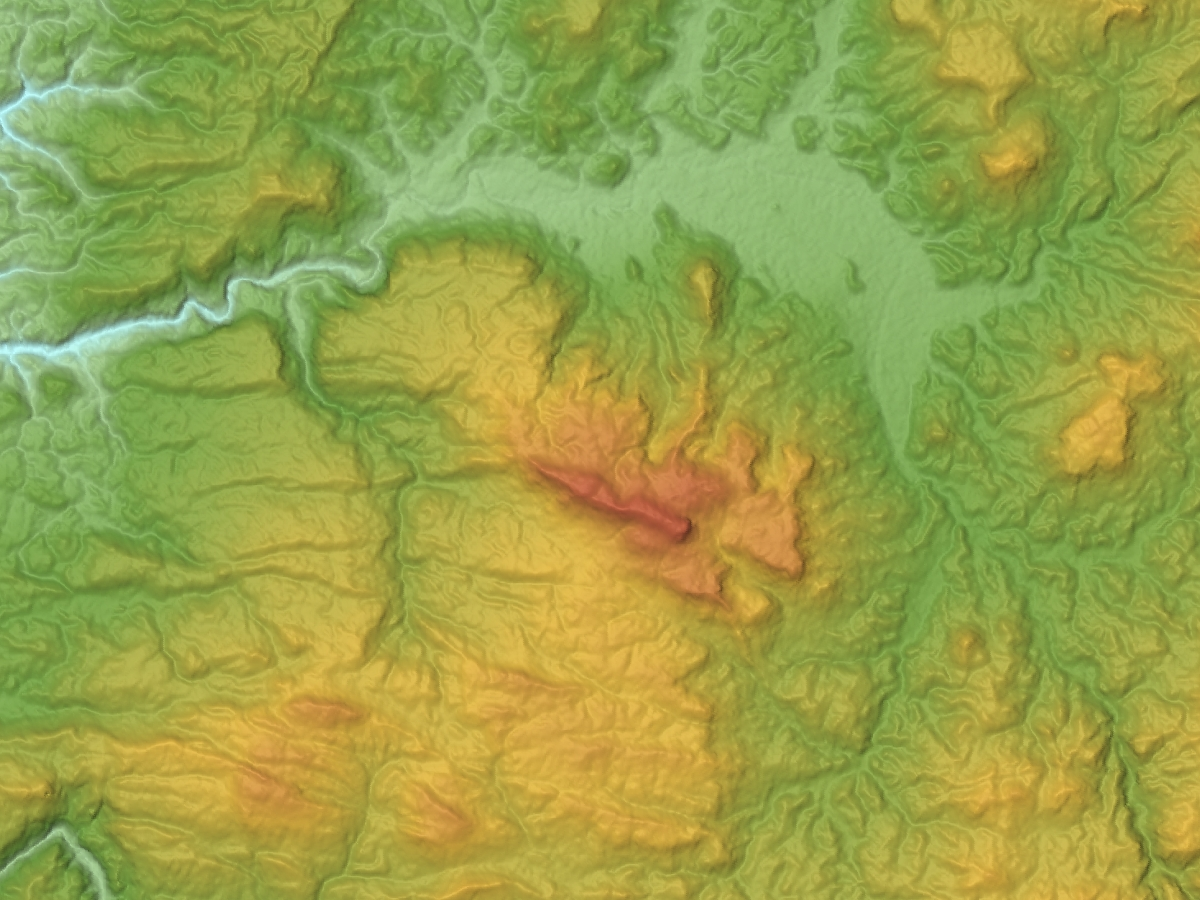
万年山周辺の地形図

大分百山にも選ばれており、山頂からは、南東に九重連山、東に由布岳、北に玖珠盆地が見渡せる。また、頂上付近は5月から6月にかけてミヤマキリシマが頂上一面に咲き、これを見るために他県からも登山者が訪れる。
『豊後国風土記』によると、玖珠（くす）という地名は、かつてこの地にあった大きな楠に因むものであるという。そして、大楠の木陰となって日が当たらずに困った住民がこの大樹を切り倒した後の切株が伐株山であり、巨木が倒れる際にはね上げた土が山となったのが万年（はね）山であるという伝説がある。

## 近隣の景勝地
西から西北側の日田市、南から北東側で頂上を含む玖珠町、東から南東側の九重町ともに景勝地が多い。
北西側には国定公園に含まれる耶馬溪、日田盆地、北北西30キロメートルの英彦山など、玖珠町には西椎屋の滝（日本の滝百選）、角牟礼城跡など、南東側では九酔渓、震動の滝、龍門の滝、九重"夢"大吊橋、国立公園九重やまなみ牧場、東方20キロメートルに由布岳などがある。南方15キロメートルに九重連山、南方30キロメートルに阿蘇山。